# Гарифулин, Артём Николаевич
Артём Николаевич Гарифулин (род. 9 октября 1990, Ярославль) — российский хоккеист, нападающий.

## Биография
Воспитанник ярославского «Локомотива». В сезонах 2006/07 — 2009/10 играл за «Локомотив-2» в первой лиге и «Локо» в МХЛ. Сезон-2010/11 провёл в клубе ВХЛ «Ижсталь». Летом 2011 года подписал испытательный контракт с клубом КХЛ «Лев» Прага. В начале сезона-2011/12 сыграл по одному матчу в Кубке Беларуси за «Юность-Минск» и МХК «Юность» Минск. Три сезона провёл в «Кристалле» Саратов в ВХЛ. 19 августа 2014 года подписал соглашение с новокузнецким «Металлургом», провёл 31 матч в КХЛ.
25 июля 2015 года перешёл в «Зауралье». 23 мая 2016 года подписал двухлетний контракт с «Нефтехимиком», отыграл сезон-2016/17 в клубе ВХЛ «Ариада» Волжск. Играл в ВХЛ за клубы «Динамо» Санкт-Петербург и «Куньлунь Ред Стар Хэйлунцзян» (2017/18), «Зауралье» (2018/19 — 2019/20), «Буран» (2020/21).
Игрок команд чемпионата Казахстана «Бейбарыс» (2020/21 — 2021/22), «Кулагер» (2023/24), чемпионата Франции «Бриансон» (2022/23), третьей лиги Франции «Ла-Рош-сюр-Йон» (2024/25).